# Міхневич Петро Герасимович
Петро Герасимович Міхневич (1901—1993) — український актор театру і кіно. Заслужений артист УРСР (1946). Народний артист УРСР (1957).

## Життєпис
Народ. 22 жовтня 1901 р. у м. Бердичів Житомирської обл. Закінчив Київський музично-драматичний інститут ім. М. Лисенка (1925).
У 1926—1931 р.р. працює у Київському українському драматичному театрі імені І. Франка. У 1931—1937 р.р. — у трупі Харківського театру Революції.
В 1940 році Петро Міхневич з дружиною, актрисою Г. Янушевич, переїздять до Чернівців. В Чернівецькому театрі імені О. Кобилянської подружжя Міхневич—Янушевич служило до своїх останніх днів.
В 1954 році у подружжя відбувся кінодебют у фільмі «Земля» (реж. А. Бучми i О. Швачка) за твором О. Кобилянської.
30 вересня 1987 року Міхневичу П. Г. присвоєно звання «Почесний громадянин міста Чернівці».
Помер 15 липня 1993 р. у м. Чернівці, похований на Руському кладовищі міста.

## Фільмографія
- «Земля» (1954, Онуфрій)
- «Над Черемошем» (1955, епіз.)
- «Кривавий світанок» (1956, Семен Мажуга)
- «Коли співають солов'ї» (1956, Ферапонт)
- «300 років тому…» (1956, епіз.)
- «Коні не винні» (1956, Ферапонт)
- «Далеке і близьке» (1957, дід Микита)
- «Киянка» (1958, Ганта)
- «Олекса Довбуш» (1959)
- «Повія» (1961, Загнибеда)
- «Наймичка» (1963)
- «Сувора гра» (1963, Задорожний), «Помилка Оноре де Бальзака» (1968, епіз.)
- «Така пізня, така тепла осінь» (1981, Михайло)
- «Співачка Жозефіна й Мишачий Народ» (1994) та ін.